# 語言相對論
語言相對論（英語：linguistic relativity），有時也被稱為沙皮爾-沃夫假說（英語：Sapir–Whorf hypothesis）認為語言結構影響其使用者的世界觀或認知，因此人類的感知與思考模式與其所使用的語言相關。
該理論首先由語言學家兼人類學家愛德華·沙皮爾（Edward Sapir）及其學生本杰明·李·沃夫所提出，是一門關於人類語言的心理學、語言學假說。這項學說認為，人類的思考模式受到其使用語言的影響，因而對同一事物時可能會有不同的看法，不過這項學說引起了一些爭議，也招致了一些批評。基於以上爭議，後來產生不同的修正版本：其一於二次大戰前提出語言決定思想為強勢版本；其二於近代提倡，認為語言結構僅影響認知的溫和版本，介紹如下：
- 語言相對論的強勢版本，又稱為語言決定論，提出語言決定思考模式，故語言結構限制並決定其認知結構，此一版本已於現代普遍被認為是不正確的論述。[2]
- 語言相對論的溫和版本，認為語言結構及使用可能影響思考模式及決策方式。該版本較受到相關實證研究結果的分析認可。[3]

沙皮爾-沃夫假說一稱通常被認為是錯誤的，原因是兩位學者並未曾合著研究或以假說的形式陳述其論點。以上版本的區別也是由後續學者延伸發展。
現今有一些人造語言的發明因應而生，如邏輯語、道本語等。
語言決定論認為語言決定思考模式，不同語系的語言看待世界的方式都不一樣，也就呈現了各種語言彼此間的相對性，所以任何民族的語言都與其文化和生活環境的需要一起成長和改變。

## 歷史
語言相對論的概念首先由19世紀的兩位德國思想家，威廉·馮·洪堡以及約翰·戈特弗里德·赫爾德所提出，認為語言作為表現國家精神的方式。20世紀初兩位美國人類學家法蘭茲·鮑亞士與愛德華·沙皮爾也於1928年的美國語言學會支持這樣的概念，沙皮爾尤其反對語言決定論觀點。
沙皮爾的學生，本杰明·李·沃夫，在他發表語言差異影響人類認知與行為的相關觀察後，成為假說的主要之支持者。沙皮爾另一位學生，哈利·霍耶，引入沙皮爾-沃夫假說，儘管兩位學者從未正式推廣類似的理論。其中，強勢版本於1920年代由德國語言學家魏斯格貝爾持續發展。經羅傑·布朗和埃里克·勒納伯格進行了實驗，為了探究不同語言使用者，是否在辨別顏色程度上有所不同，使得沃夫的語言相對論成為可測試的假設。

## 其他領域

### 在流行文化中
姜峯楠的短篇小说《你一生的故事》（英文：Story of Your Life）提到了薩丕爾-沃夫假說；2016年美国电影根据《你一生的故事》改编上映。

## 延伸閱讀
Deutscher, Guy, , New York Times Magazine, Aug 26, 2010, 26 August 2010  [2012-12-23], （原始内容存档于2021-02-11）
Deutscher, Guy, , Arrow Books, 2011  [2012-12-23], ISBN 978-0-09-950557-0, （原始内容存档于2017-07-11）
Everett, Dan,  (PDF), Current Anthropology, 2005, 46 (4)  [2012-12-23], （原始内容 (PDF)存档于2012-05-15）
Kay, Paul & Willet Kempton, , American Anthropologist, 1984, 86 (1): 65–79, doi:10.1525/aa.1984.86.1.02a00050
Kay, Paul & Chad K. McDaniel, , Language (Linguistic Society of America), 1978, 54 (3): 610–646, JSTOR 412789, doi:10.2307/412789
O'Neill, Sean, , University of Oklahoma Press, 2008, ISBN 0-8061-3922-6

## 参閲
- 愛斯基摩語中關於雪的詞語
- 民族語言學
- 語文規劃
- 語言人類學
- 心理语言学
- 相對主義

## 外部連結
- Babies think before they speak says Harvard professor
- The Great Whorf Hypothesis Hoax by Dan Moonhawk Alford （页面存档备份，存于）.
- How Does Our Language Shape The Way We Think? （页面存档备份，存于）
- Effects of grammatical gender on human thought

1. ↑  Boroditsky, Lera; Liberman, Mark. . The Economist (The Economist Newspaper Limited). 13–23 December 2010  [19 September 2019]. （原始内容存档于15 February 2012）. (a debate between university professors)
2. ↑  Ahearn, Laura M. . Chichester, West Sussex, U.K. 2012: 69. ISBN 978-1-4443-4056-3. OCLC 729731177.
3. ↑  Ottenheimer, Harriet.  2nd. Belmont, CA: Wadsworth. 2009: 33–34. ISBN 978-0-495-50884-7. OCLC 216940204.
4. 1 2  Koerner, E. F. Konrad. . Journal of Linguistic Anthropology. 1992-12, 2 (2)  [2024-01-21]. ISSN 1055-1360. doi:10.1525/jlin.1992.2.2.173. （原始内容存档于2024-03-08） （英语）.
5. ↑  Kennison, Shelia M. . . Los Angeles, Calif.: SAGE. 2014. ISBN 978-1-4129-9606-8.
6. ↑  Warnock, G. J. . Philosophy. 1956-07, 31 (118). ISSN 0031-8191. doi:10.1017/s0031819100057491.
7. ↑  Hill, Jane H.; Mannheim, Bruce. . Annual Review of Anthropology. 1992-10, 21 (1)  [2024-01-21]. ISSN 0084-6570. doi:10.1146/annurev.an.21.100192.002121. （原始内容存档于2022-01-21） （英语）.